# تاريخ المركبة الكهربائية

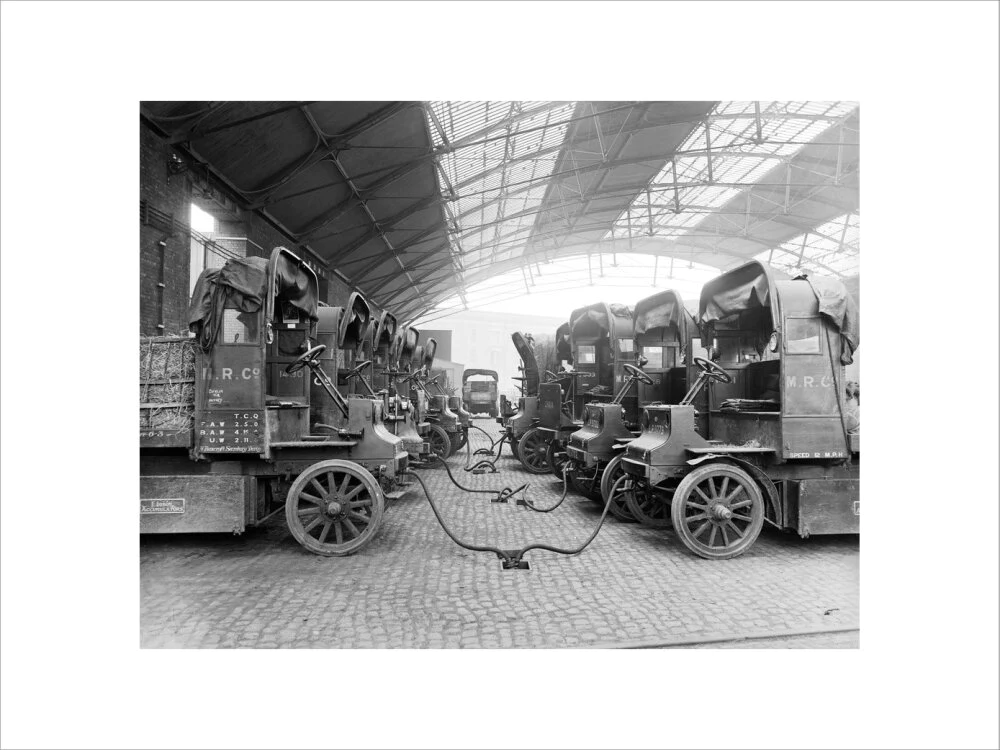
مركبات تعمل على الطاقة الكهربائية واقفة في محطة للشحن في لندن 1917

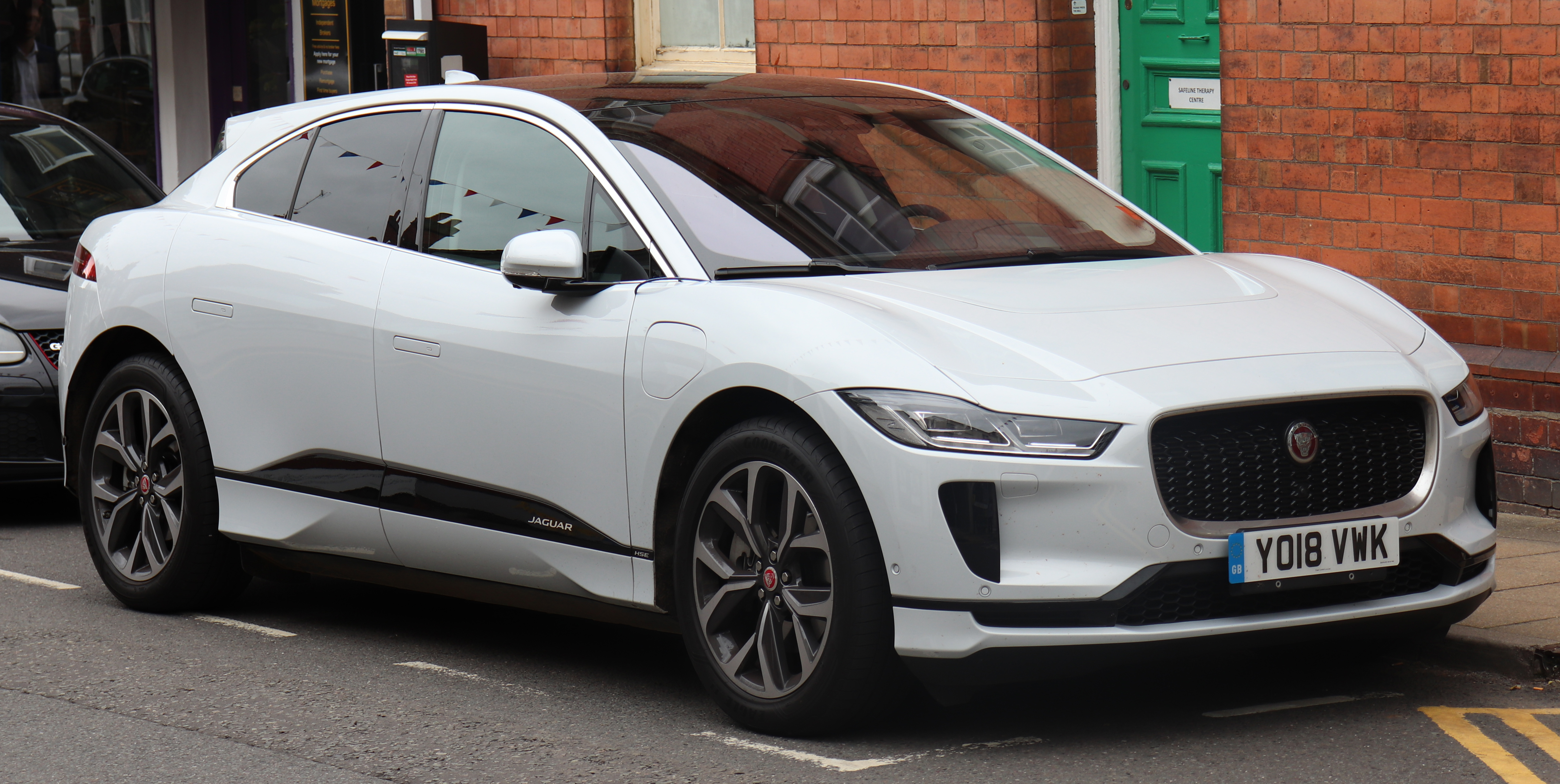
مركبة كهربائية

ظهرت المركبات الكهربائية لأول مرة في منتصف القرن التاسع عشر. واحتفظت المركبة الكهربائية بالرقم القياسي لأقصى سرعة لمركبة أرضية حتى نحو عام 1900. أدى كل من الكلفة المرتفعة، وانخفاض السرعة العظمى، والمدى القصير للمركبات الكهربائية العاملة على البطاريات بالمقارنة مع سيارات القرن العشرين العاملة على محركات الاحتراق الداخلي إلى انحدار عالمي في استخدامها كمركبات خاصة للتنقل؛ مع أن الناس استمروا باستخدام المركبات الكهربائية على شكل معدات تحميل وشحن وكوسائل نقل عامة – خاصةً مركبات السكك الحديدية.
مع انطلاقة القرن الحادي والعشرين، ازداد الاهتمام بالمركبات الكهربائية ومركبات أخرى بوقود بديل في قطاع مركبات النقل الخاصة بسبب المخاوف المتزايدة بشأن المشاكل المصاحبة للسيارات العاملة على أنواع الوقود الهيدروكربوني، بما فيها الضرر للبيئة الذي تسببه انبعاثاتها، واستدامة بنية النقل التحتية الحالية المعتمدة على الهيدروكربونات بالإضافة إلى تحسن تكنولوجيا المركبات الكهربائية.
منذ عام 2010، أرتفعت مبيعات السيارات الكهربائية، ووصلت المبيعات المشتركة لكل من السيارات الكهربائية وعربات النقل متعددة الاستخدامات العاملة على الكهرباء إلى مليون وحدة عالميًا في سبتمبر 2016، ثم أرتفع العدد إلى 4.8 مليون سيارة كهربائية قيد الاستخدام في نهاية عام 2019، وبعدها وصلت المبيعات التراكمية للسيارات الكهربائية الخفيفة القابلة للوصل بشبكة الكهرباء إلى حوالي 10 ملايين وحدة بنهاية عام 2020. النسبة العالمية بين المبيعات السنوية للسيارات الكهربائية العاملة على البطاريات والسيارات الهجينة القابلة للوصل بشبكة الكهرباء تغيرت من 44:56 في عام 2012 إلى 26:74 في عام 2019، وعادت للهبوط حتى 31:69 في عام 2020. اعتبارًا من أغسطس 2020، فإن سيارة تسلا موديل 3 الكهربائية بالكامل هي السيارة الأكثر مبيعًا في التاريخ في العالم من بين سيارات الركاب الكهربائية القابلة للوصل بشبكة الكهرباء، بمبيعات بلغت نحو 645,000 وحدة.

## بدايتها التاريخية

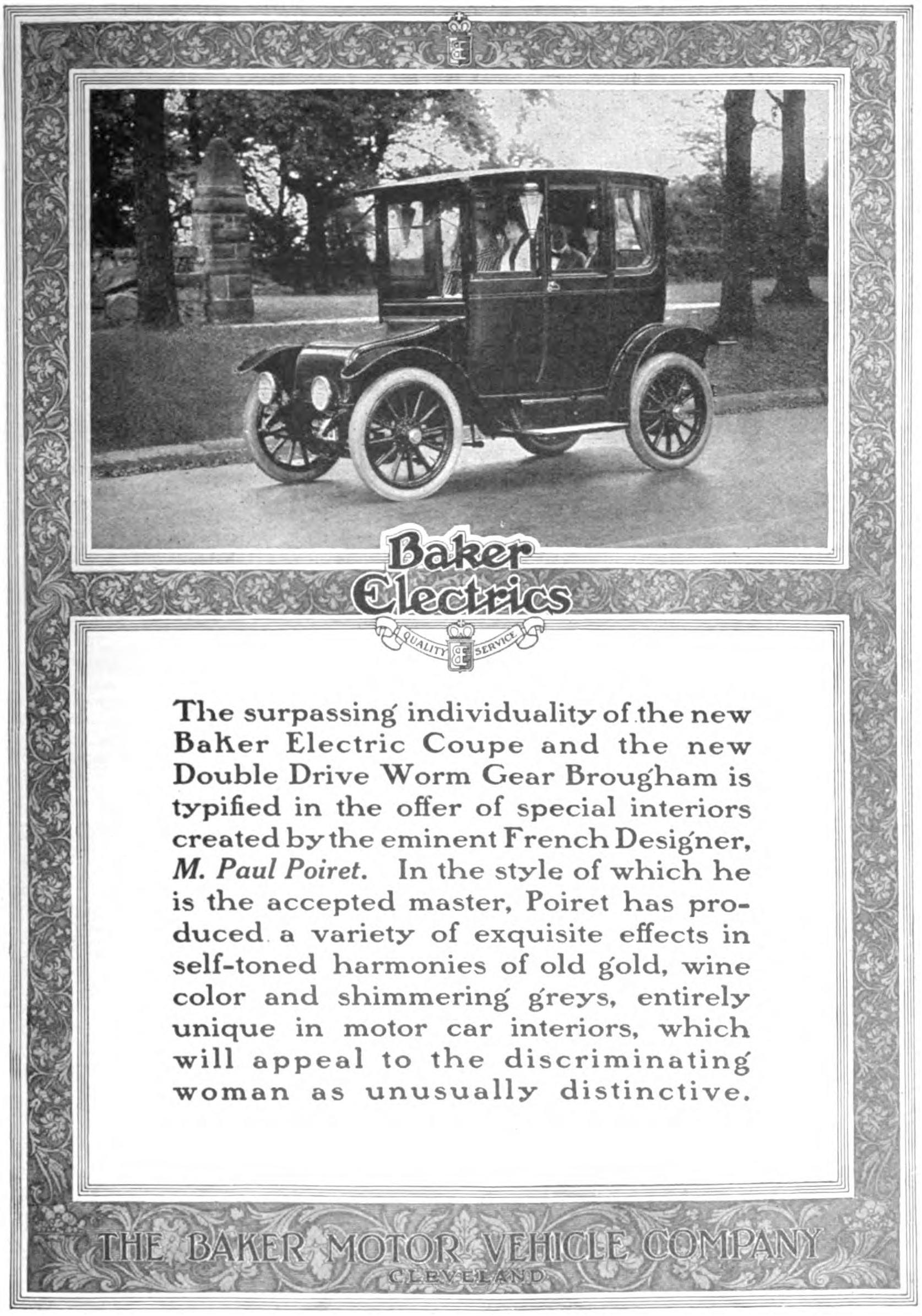
مركبة تعمل على الطاقة الكهربائية سنة 1913

### نماذج السيارات الكهربائية
يعزى اختراع أول نموذج سيارة كهربائية لعدة أشخاص. وفي عام 1828، اخترع القس المجري وعالم الفيزياء أنيوس جيدليك النمط البدائي من المحرك الكهربائي، وصنع نموذجًا صغيرًا لسيارة تعمل على محركهِ المبتكر. وبين عامي 1832 و1839، اخترع المخترع الإسكتلندي روبرت أندرسون أيضًا عربة كهربائية صرفة. وفي عام 1835، اخترع الأستاذ سيبراندوس ستراتينغ من غرونيغن، هولندا، ومساعده كريستوفر بيكر من ألمانيا أيضًا سيارة كهربائية صغيرة الحجم، تعمل على خلايا أولية غير قابلة لإعادة الشحن.

### القاطرات الكهربائية
في عام 1834، بنى حداد فيرمونت ثوماس دافّنبورت آلة مشابهة كانت تعمل على مسار قصير دائري موصول بالكهرباء. ثم بنيت أول قاطرة كهربائية معروفة في عام 1837 في اسكتلندا من قبل عالم الكيمياء روبرت ديفيدسون من أبردين. حيث كانت تعمل على خلايا غلفانية (بطاريات). ولقد بنى ديفيدسون لاحقًا قاطرة أكبر اسمها غالفاني، وعرضت في معرض الجمعية الملكية الاسكتلندية للفنون في 1841. كان للمركبة البالغة من الوزن 7,100 كيلوغرامًا (7 أطنان بريطانية) محركا ممانعة مربوطان مباشرةً على العجلات، بمغانط كهربائية مثبتة تؤثر على قضبان حديدية مربوطة بأسطوانة خشبية على كل محور، ومبادلات كهربائية بسيطة. كانت قادرةً على جر حمولة تبلغ 6,100 كيلوغرامًا (6 أطنان بريطانية) بسرعة 6.4 كيلومترًا في الساعة (4 أميال في الساعة) لمسافة 2.4 كم (1.5 ميلًا). اختبرت على سكة إدنبرة وغلاسكو الحديدية في سبتمبر من السنة التالية، ولكن القدرة المحدودة من البطاريات منعت استخدامها بشكل عام. ثم دمرت على أيدي عمال السكك الحديدية، الذين رأوا فيها تهديدًا لأمانهم الوظيفي.
منحت براءة اختراع لاستخدام السكك الحديدية كموصلات للتيار الكهربائي في إنجلترا في عام 1840، وأصدرت براءات اختراع مماثلة لكل من ليلي وكولتن في الولايات المتحدة الأمريكية في عام 1847. استخدمت أول سيارة سكك حديدية على البطارية في عام 1887 على سكك حديد الولاية الملكية البافارية.

## أول سيارات كهربائية عملية
لم تظهر البطاريات القابلة للشحن التي توفر وسيلة مجدية لتخزين الكهرباء على متن مركبة حتى عام 1859، باختراع بطارية الرصاص والحمض على يد الفيزيائي الفرنسي غاستون بلانتيه. طور كاميل ألفونس فور، عالم فرنسي آخر، تصميم البطارية بشكل ملحوظ في عام 1881؛ زادت تطويراته بشكل كبير سعة هذه البطاريات وأدت بشكل مباشر إلى تصنيعها على مستوى صناعي.
اختبرت المركبة التي مثلت على الأرجح أول مركبة كهربائية ناقلة للبشر تحمل مصدر الطاقة الخاص بها في شارع باريسي في أبريل 1881 من قبل المخترع الفرنسي غوستاف تروفيه. في عام 1880، طور تروفيه كفاءة محرك كهربائي صغير طورته سيمنس (من تصميم اشترته من جوهان كرافّوغل في عام 1867) وركبها، باستخدام البطارية القابلة للشحن حديثة الاختراع، على دراجة ثلاثية العجلات إنجليزية من جيمس ستارلي، مخترعًا بالتالي أول مركبة كهربائية في العالم. مع أنها جربت بنجاح على امتداد شارع رو فالوا في وسط باريس، فإنه لم يكن قادرًا على نيل براءة اختراع لهذه المركبة. كيف تروفيه بمرونة محركه العامل على البطاريات لاستخدامه في الدفع البحري؛ وليسهل على نفسه حمل اختراعه البحري من وإلى ورشته الكائنة بجوار نهر السين، فقد جعله تروفيه قابلًا للحمل وقابلًا للفك من القارب، مخترعًا بالتالي المحرك الخارجي. في 26 مايو 1881، وصل نموذج قارب تروفيه ذو الطول البالغ 5 أمتار، واسمه لو تيليفون، سرعة 3.6 كم/سا (2.2 ميل في الساعة) عكس التيار، وسرعة 9.0 كم/سا (5.6 ميل في الساعة) مع التيار.
بنى المخترع الإنجليزي ثوماس باركر -الذي كان وراء اختراعات مثل كهربة مترو أنفاق لندن، والترام ذي الكهرباء الرأسية في ليفربول وبيرمنغهام، ووقود فحم الكواليت الذي لا يصدر دخانًا- أول سيارة كهربائية إنتاجية في ولفرهامبتون في عام 1884، مع أن التوثيق الوحيد صورة فوتوغرافية تعود لعام 1895.
أدى اهتمام باركر الذي لطالما كان لديه ببناء سيارات أكثر كفاءة وقودية إلى إجراء التجارب بسياراته الكهربائية. ولربما كان أيضًا قلقًا من الآثار الضارة للدخان والتلوث على لندن. كان إنتاج السيارة على يد شركة إلويل-باركر، التي تأسست عام 1882 لبناء عربات الترام الكهربائية وبيعها. اندمجت الشركة مع منافسين آخرين لها في 1888 لتشكيل شركة البناء الكهربائي؛ وقد كان لهذه الشركة نفوذ شبه احتكاري على سوق السيارات الكهربائية البريطاني في تسعينيات القرن التاسع عشر. صنعت الشركة أول «عربة كلاب» كهربائية (عربة خفيفة تجرها الأحصنة عادةً). كانت فرنسا والمملكة المتحدة أول بلدين يدعمان الانتشار الواسع للمركبات الكهربائية. بنى المهندس الألماني أندرياس فلوكن أول سيارة كهربائية حقيقية في 1888.
كانت القطارات الكهربائية أيضًا تستخدم لنقل الفحم من المناجم، إذ لم تكن المحركات تستهلك الأكسجين الثمين. قبل عصر تفوق محركات الاحتراق الداخلي، كانت المركبات الكهربائية تحتفظ أيضأ بالعديد من الأرقام القياسية الخاصة بالسرعات والمسافات. من بين أبرز هذه الأرقام القياسية كسر حاجز المئة كم/سا (62 ميل في الساعة)، من قبل كاميل جيناتزي في 29 أبريل 1899 في مركبته التي تبدو على شكل صاروخ جاميه كونتانت، والتي وصلت إلى سرعة قصوى مقدارها 105.88 كم/سا (65.79 ميل في الساعة). من الجدير أيضًا بالضكر تصميم فرديناند بورشه وبناؤه لسيارة كهربائية ذات دفع كامل (بكل العجلات)، تعمل على محرك في كل حجرة عجلة، وقد حطمت أيضًا عدة أرقام قياسية على يد مالكها إ.دبليو. هارت.
طورت أول سيارة كهربائية في الولايات المتحدة في 1890-91 على يد وليام موريسون من دي موين، آيوا؛ وكان للسيارة عربة لست ركاب قادرة على بلوغ سرعة 23 كم/سا (14 ميل في الساعة). ولم يبدأ المستهلكون بتخصيص انتباههم نحو المركبات الكهربائية حتى عام 1895 بعد أن قدم أ.ل. رايكر أول دراجات ثلاثية العجلات في الولايات المتحدة.